# Čertoryje
Čertoryje – wieś, część gminy Charváty, położona w kraju ołomunieckim, w powiecie Ołomuniec, w Czechach.